# Microchilus crassibasis
Microchilus crassibasis är en orkidéart som beskrevs av Paul Ormerod. Microchilus crassibasis ingår i släktet Microchilus och familjen orkidéer.

## Underarter
Arten delas in i följande underarter:
- M. c. canarensis
- M. c. crassibasis